# Louis Mafouta
Louis Mafouta (ur. 2 lutego 1994 w Beaumont-sur-Oise) – środkowoafrykański piłkarz grający na pozycji napastnika w klubie Amiens oraz reprezentacji Republiki Środkowoafrykańskiej.

## Kariera
Mafouta urodził się we Francji w Beaumont-sur-Oise i zaczynał karierą w lokalnym AS Saint-Ouen-l'Aumône. Pierwszym profesjonalnym klubem był grecki MGS Panserraikos. W 2017 powrócił do Francji, gdzie występował w drużynach z niższych lig francuskich. W 2020 wyjechał do Szwajcarii, gdzie grał w Neuchâtel Xamax. W 2022 został zawodnikiem US Quevilly z Ligue 2. Obecnie jest piłkarzem Amiens.
W reprezentacji Republiki Środkowoafrykańskiej zadebiutował 27 marca 2017 w meczu z Gambią. Pierwszą bramkę w kadrze zdobył w tym samym spotkaniu.